# Lobesia littoralis
Lobesia littoralis es una especie de polilla del género Lobesia, tribu Olethreutini, familia Tortricidae. Fue descrita científicamente por Humphreys y Westwood en 1845.

## Descripción
La envergadura es de 11-16 milímetros.

## Distribución
Se distribuye por España y Reino Unido.